# Bogumił Aspis
Bogumił Aspis, ps. Jakub Szatan (ur. 1842 w Tuszowie, zm. 23 maja 1898 we Włocławku) – polski poeta, dramatopisarz i publicysta epoki pozytywizmu.

## Życiorys
Syn historyka, lingwisty i nauczyciela Jana Aspisa oraz Matyldy z Wierzynków.
Studiował filozofię w Moskwie i Petersburgu. Tam też powstał jego najsłynniejszy poemat Salwater. Od roku 1862 przez pewien czas pracował jako nauczyciel gimnazjalny w gimnazjach rządowych Królestwa Polskiego w Radomiu, Kielcach, Suwałkach i Warszawie. 
Około 1864 roku zamieszkał w Warszawie, gdzie rozpoczął współpracę z lokalnymi czasopismami takimi jak m.in.  „Tygodnik Ilustrowany”, „Tygodnik Mód i Powieści" i „Niwa”. Publikował w nich m.in. wiersze, utwory dramatyczne, erotyki, satyryki i artykuły okolicznościowe. W 1870 roku nabył tygodnik "Opiekun Domowy", który prowadził i redagował do 1872 roku.
Uczył też w państwowych gimnazjach. W latach 1878–1880 był wykładowcą w szkole dramatycznej Emiliana Derynga w Warszawie.
W 1880 roku z powodu represji carskich przeprowadził się do Włocławka. Pracował jako nauczyciel w Szkole Realnej oraz Żeńskiej Szkole Średniej Aleksandry Hecker, swojej późniejszej żony. Dał się też poznać jako animator życia kulturalnego Włocławka.
Pod koniec życia wyjechał do Rygi na cykl wykładów, które przerwał ze względu na zły stan zdrowia. Powrócił do Włocławka, gdzie zmarł 23 maja 1898 roku. Został pochowany na cmentarzu komunalnym we Włocławku, w kwaterze nr 54/8/85.

## Twórczość
Zadebiutował w 1859 poematem Salvater. W 1868 opublikował poemat Sulamita, zaś w 1869 - poemat alegoryczno-wizyjny Sen odrodzenia, w którym optował za kompromisem między tradycją a światopoglądem pozytywistycznym. Napisał też m.in. tren Na cmentarzu (1876), inspirowany przeżyciem po stracie córki (na podobieństwo trenów Jana Kochanowskiego) oraz Żelazne czasy (1889). Oprócz tego zajmował się też tłumaczeniem utworów Puszkina.
W początkowym okresie twórczości w jego sztuce dominowała ironia i sarkazm. Od wydawania monodramatów z serii Zazdrość i miłość datuje się przełom w jego twórczości, w której zaczynają dominować motywy miłości.

## Życie prywatne
Jego pierwszą żoną była Kazimiera Mosch. Ich córka Katarzyna zmarła mając rok życia. W 1884 roku ożenił się z Aleksandrą Hecker, która była dyrektorką szkoły w której nauczał. Mieli jedną córkę, Władysławę, która w 1910 roku przejęła szkołę swojej matki.
W domu Aspisów prowadzono salon literacki, w którym bywali m.in. Gabriela Zapolska i Stanisław Noakowski.
Bogumił Aspis był osobą bardzo pracowitą. Oprócz zawodowej pracy za dnia, poświęcał noce swojej twórczości. Był wszechstronnym wykładowcą, uczył m.in. literatury, historii, geografii i języków obcych. Z zamiłowania był podróżnikiem, zwiedził niemal całą Europę.